# H. A. Rey
Hans Augusto «H.A.» Rey (15 de septiembre de 1898 - 26 de agosto de 1977), junto con su esposa Margret Rey, fueron autores e ilustradores de libros infantiles, más conocidos por su serie Curious George.
Hans (que nació con el nombre de Hans Augusto Reyersbach en Hamburgo, Alemania) y Margret se conocieron en Brasil, donde Hans era un hombre de negocios y Margret se encontraba huyendo del nazismo. Se casaron en 1935 y se mudaron a París ese mismo año.

## Serie de libros sobre Curious George
Mientras estaban en París, los dibujos de animales de Hans captaron la atención de un editor francés, quien le encargó escribir un libro infantil. El resultado, Cecily G. and the nine monkeys («Cecily G. y los nueve monos»), es poco recordado en la actualidad, pero uno de sus personajes, un adorable y travieso mono llamado Curious George («George el Curioso»), tuvo tal éxito que la pareja consideró la posibilidad de escribir un libro sólo acerca de él. Su trabajo quedó interrumpido con el estallido de la Segunda Guerra Mundial. Ya que eran judíos, los Rey decidieron huir de París antes de que los nazis se hiciesen con el poder en la ciudad. Hans construyó dos bicicletas, y huyeron en ellas sólo unas pocas horas antes de que la ciudad cayese. Entre las escasas posesiones que llevaron con ellos estaba el manuscrito ilustrado de Curious George.
La odisea que emprendieron les llevó a la frontera española, donde compraron billetes para Lisboa (Portugal). Desde allí volvieron a Brasil, donde se habían conocido cinco años antes, pero esta vez continuaron hasta Nueva York. Los libros fueron publicados por Houghton Mifflin en 1941. Hans y Margret habían planeado originalmente usar ilustraciones de acuarela, pero debido a que eran responsables de la separación de colores, decidieron cambiarlas por imágenes caricaturescas, que continuaron apareciendo en el resto de los libros. (Recientemente se publicó una edición de coleccionista con las acuarelas originales). 
Curious George fue un éxito instantáneo, y los Rey recibieron el encargo de escribir más aventuras del travieso mono y su amigo, the Man in the Yellow Hat («el Hombre del Sombrero Amarillo»). Escribieron siete historias en total, en las que Hans se encargó principalmente de las ilustraciones y Margret trabajó más sobre las historias, aunque ambos admitieron haber compartido el trabajo y cooperado totalmente en cada etapa del desarrollo. Al principio, no obstante, el nombre de Margret fue excluido de la portada, debido de forma ostensible al hecho de que existía ya un exceso de mujeres escribiendo ficción infantil. En posteriores ediciones, este detalle fue subsanado, y Margret recibe en la actualidad total acreditación por su papel en el desarrollo de las historias.
Los Rey se mudaron a Cambridge, Massachusetts en 1963, a una casa cercana a la plaza Harvard Square. Hans vivió allí hasta su muerte. Una librería infantil llamada Curious George & Friends (anteriormente llamada Curious George Goes To Worldsworth) permanece en actividad cerca de la plaza.

## Mapas celestes
Antes de la publicación en 1952 de The stars: a new way to see them, («Las estrellas: un nuevo modo de verlas») (ISBN 0-395-24830-2) los mapas celestes usaban un conjunto de diagramas que parecían arbitrarios, eran difíciles de recordar, y se basaban en estrellas débiles ya que eran difíciles de ver en las zonas populosas de la época. Rey inventó un nuevo conjunto de diagramas de constelaciones que se correspondían con lo que era visible desde un patio trasero suburbano en una noche ordinaria. Consiguió encontrar formas que eran realmente visibles en forma de representaciones en forma de caricatura de la criatura o personaje que las constelaciones supuestamente representaban —o, al menos, por los que eran memorables. Sus diagramas de constelaciones tuvieron gran aceptación y actualmente aparecen en muchas guías astronómicas, tales como A field guide to the stars and planets («Guía de campo para las estrellas y planetas»), de Donald H. Menzel. The stars: a new way to see them, publicada en 2003, y una presentación simplificada para los niños llamada Find the constellations («Encuentra las constelaciones») aún se encuentran en circulación en Estados Unidos.
La Dra. Lena Y. de Grummond, una profesora del campo de la bibliología (especializada en la literatura infantil) de la Universidad del Sur de Mississippi en Hattiesburg, contactó con el matrimonio Rey en 1966 con motivo de la nueva colección de literatura infantil de la universidad. H. A. y Margret donaron un par de bocetos en aquella ocasión. En 1996, después del fallecimiento de Margret, se reveló en su testamento que deseaba que todo el patrimonio literario de los Rey fuese donado a la Colección de literatura infantil Grummond de la Universidad del Sur de Mississippi.

## Libros escritos por H. A. Rey
- Curious George («George el Curioso»)
- Curious George takes a job («George el Curioso obtiene un oficio»)
- Curious George rides a bike («George el Curioso conduce una bicicleta»)
- Curious George gets a medal («George el Curioso gana una medalla»)
- Curious George flies a kite («George el Curioso vuela una cometa»)
- Curious George learns the alphabet («George el Curioso aprende el alfabeto»)
- Curious George goes to the hospital («George el Curioso va al hospital»)
- Feed the animals (libro) («Alimenta a los animales»)
- Find the constellations («Encuentra las constelaciones»)
- Elizabite - Adventures of a carnivorous plant («Elizamuerde - Aventuras de una planta carnívora»)
- Pretzel
- The stars: a new way to see them («Las estrellas: una nueva forma de verlas»)
- Where's my baby? («¿Dónde está mi bebé?»)
- See the circus («Visita el circo»)

## Anécdotas
- El libro Curious George es el que el personaje protagonista de la película Forrest Gump saca de su maletín para guardar dentro de él la pluma que cae a sus pies y que sirve de motivo inicial del filme.
- En la serie Los Simpsons Marge Simpson lee un libro de Curious George And The Ebola Virus traducido a Jorge El Curioso Y El Virus Del Ebola

Curiosamente el predice el virus del Ébola